# 탬퍼몽키
탬퍼몽키(Tampermonkey)는 브라우저 확장으로 사용할 수 있는 폐쇄형 도네이션웨어 유저스크립트 관리자이다. 이 소프트웨어를 통해 사용자는 웹 페이지를 수정하는 데 사용할 수 있는 자바스크립트 프로그램인 유저스크립트를 추가하고 사용할 수 있다.

## 역사
탬퍼몽키는 2010년 5월 얀 비니오크에 의해 처음 만들어졌다. 이는 구글 크롬을 지원하도록 래핑된 그리스몽키 유저스크립트로 처음 등장했다. 결국 코드가 재사용되어 크롬의 기본 스크립트 지원보다 더 많은 기능을 가진 크롬용 독립형 확장 프로그램으로 게시되었다. 2011년 탬퍼몽키는 안드로이드로 포팅되어 사용자가 안드로이드 내부 브라우저에서 유저스크립트를 사용할 수 있게 되었다. 2013년 1월, 버전 2.9 공개 후 얀 비니오크는 탬퍼몽키를 오픈 소스(GPLv3)에서 클로즈 소스(사유)로 변경하기로 결정했다. 2019년까지 탬퍼몽키는 1천만 명 이상의 사용자를 보유했다. 2022년까지 탬퍼몽키는 크롬 웹 스토어에서 1천만 명 이상의 사용자를 보유한 33개 확장 프로그램 중 하나였다.

### 크롬 매니페스트 V3
2019년 1월, 비니오크는 구글 그룹스 게시물에 새로운 크롬 매니페스트 V3가 확장을 깨뜨릴 것이라고 썼다. 새로운 매니페스트는 탬퍼몽키가 의존하는 원격 액세스 코드를 금지할 것이었다. 유저스크립트는 구글이 아닌 개발자들이 만든 코드를 사용하며, Userscripts.org 및 Greasyfork와 같은 곳의 서드파티 개발자들이 만든다. 이 코드는 확장 프로그램이 설치된 후에 삽입되지만, 매니페스트는 설치 시 코드가 존재해야 한다고 요구한다.

## 논란
2019년 1월 6일, 오페라는 탬퍼몽키 확장 프로그램이 악성으로 식별되었다고 주장하며 크롬 웹 스토어를 통한 설치를 금지했다. 나중에 Bleeping Computer는 곰플레이어라는 애드웨어가 탬퍼몽키의 크롬 웹 스토어 버전을 설치하고 확장 프로그램을 사용하여 광고 주입 또는 기타 악의적인 행동을 촉진할 가능성이 있음을 확인했다. 이 사이트는 "이것은 탬퍼몽키가 악의적이라는 것을 의미하는 것이 아니라, 악의적인 프로그램이 합법적인 프로그램을 나쁜 행동에 이용하고 있다는 것을 의미한다"고 말하며, 이러한 이유로 오페라가 확장 프로그램을 블랙리스트에 올린 것을 "이상한 결정"이라고 불렀다.